# Gil Mendo
Gil Mendo Valente e Branco (Oeiras, 1946 - Lisboa, 23 de Março de 2022) foi um coreólogo e professor de dança português.

## Biografia
Nasceu em 1946, no concelho de Oeiras. Frequentou o Centro de Estudos de Bailado do Instituto de Alta Cultura, tendo sido igualmente aluno no Teatro Nacional de São Carlos e no Benesh Institute of Choreology, em Londres.
Entre 1976 e 1986, foi professor e fez parte de várias comissões directivas da Escola de Dança do Conservatório Nacional. Entre 1983 e 1989 pertenceu à comissão instaladora da Escola Superior de Dança, onde também exerceu como professor-coordenador entre 1986 e 2014. Naquela instituição, foi também presidente do Conselho Técnico-Científico, do Conselho Pedagógico e da Mesa da Assembleia de Representantes, e coordenador do curso de licenciatura em Dança. Entretanto, em 1990 foi um dos membros fundadores da Fórum Dança, considerado um dos principais marcos da dança contemporânea em Portugal, e entre 1996 e 1998 fez parte da comissão instaladora do Instituto Português das Artes do Espectáculo, tendo sido coordenador do Departamento de Dança de 1998 a 2001. Foi igualmente programador de dança no Centro Cultural de Belém e na Culturgest.
A sua carreira também passou pelo estrangeiro, tendo colaborado na organização de mostras de dança portuguesa em Madrid, Glasgow e Bona, participado em conferências e júris internacionais, e entre 1990 e 1991 foi consultor para a dança do comissariado português no festival Europália 91. Foi um dos fundadores e colaboradores no Fundo Roberto Cimetta para a mobilidade de artistas e profissionais da região mediterrânea.
Faleceu na residência em Lisboa, em 23 de Março de 2022, devido a uma doença oncológica. Aquando da sua morte, a Ministra da Cultura, Graça Fonseca, afirmou que «Gil Mendo foi um professor modelar, mas também um exemplo de generosidade e de uma vida dedicada a ajudar outros a fazer da dança um lugar de partilha. Pelo seu percurso, pelas suas qualidades pessoais e profissionais e pelo seu papel central no desenvolvimento da dança contemporânea portuguesa, como herdeiro e continuador de outros grandes nomes da cultura portuguesa, como Margarida Abreu, Anna Mascolo e Jorge Salavisa, a história da dança em Portugal não se pode escrever sem que o nome e a memória de Gil Mendo sejam celebrados». Segundo a Culturgest, «deixou um legado de gestos de cuidados e de atenção junto de todas as pessoas com que com ele se cruzaram, com um impacto por vezes silencioso, mas muito eficaz na dança contemporânea em Portugal». Segundo o jornal online Observador, «teve um papel fundamental na dança em Portugal, que ajudou a erguer um setor pós-25 de Abril, que inspirou gerações de bailarinos e coreógrafos enquanto professor, que deixou um lastro graças à forma como pensava e programava, que desempenhou cargos vários, alguns públicos, que ajudaram a definir políticas culturais».
Em Março de 2023, a Culturgest organizou um conjunto de eventos em sua homenagem, que inclui várias actuações de dança, debates sobre o tema, e a apresentação de um arquivo com documentos relativos à carreira de Gil Mendo.